# 22 Ośrodek Dowodzenia i Naprowadzania
22 Ośrodek Dowodzenia i Naprowadzania im. płk. pil. Tadeusza Rolskiego – jednostka wojskowa Sił Powietrznych RP stacjonująca w garnizonie Bydgoszcz we wsi Osówiec.
22 Ośrodek Dowodzenia i Naprowadzania jest jednym z dwóch (obok 32) ośrodków podporządkowanych dowódcy Centrum Operacji Powietrznych. Ośrodek pełni funkcję przetwarzania informacji radiolokacyjnych i dowodzenia operacyjnego.

## Historia
Decyzją Nr 597/MON Ministra Obrony narodowej z dnia 18 grudnia 2007 ustanowiono doroczne Święto jednostki.
Decyzją Nr 645/MON Ministra Obrony narodowej z dnia 31 grudnia 2007 wprowadzono odznakę pamiątkową i oznakę rozpoznawczą Ośrodka.
Z dniem 11 czerwca 2008 ośrodek przyjął imię patrona — płk. pil. Tadeusza Rolskiego.
2 czerwca 2011 22.ODN otrzymał sztandar ufundowany przez mieszkańców Bydgoszczy.
7 lipca 2012 na terenie jednostki śmierć podczas prac budowlanych poniosło dwóch cywilnych, zewnętrznych pracowników budowlanych. Ratujący ich żołnierz zmarł w szpitalu. Prawdopodobną przyczyną śmierci trójki było zatrucie gazami kanalizacyjnymi i / lub spalinowymi. Minister Obrony Narodowej na wniosek Dowódcy SP awansował pośmiertnie na stopień wojskowy młodszego chorążego Artura Piaszczyńskiego, który zmarł po niesieniu pomocy robotnikom. Dowódca Sił Powietrznych wystąpił także z wnioskiem do Prezydenta RP o odznaczenie Medalem za Ofiarność i Odwagę st. szer. Dawida Napierały prowadzącego także akcję ratunkową. Szeregowy Napierała na szczęście przeżył wypadek.

## Dowódcy
- płk dypl. Andrzej Siry – 1 stycznia 2003 – 29 czerwca 2006
- płk pil. Mirosław Łusiarczyk – 26 lipca 2006 – 7 października 2011
- ppłk Włodzimierz Szatan (cz.p.o.) – 7 października 2011 – 20 lipca 2012
- płk mgr inż. pil. Jacek Zygmanowski – 20 lipca 2012 – 30 września 2013
- płk dypl. pil. Arkadiusz Poluszyński – 30 września 2013 – 17 października 2016
- płk mgr inż. Arkadiusz Sypniewski – 18 października 2016 – 31 marca 2020
- płk nawig. Zygmunt Anioł – 20 kwietnia 2020 – 24 października 2021
- płk dypl. pil. Robert Weissgerber – 25 października 2021 – 8 września 2023
- płk Sławomir Ostrowski – 4 grudnia 2023 – obecnie[7]